# Xibalbá
Xibalbá nebo také Šibalba je název pro podsvětí v mayské knize Popol Vuh. „Xil“ znamená v jazyce quiché hrůzu; místo děsu. Je popisováno jako podzemní říše temnot, jejíchž dvanáct pánů, zlých démonů, se živí lidskou krví a způsobuje různé choroby. Návštěvníci Xibalby jsou vystaveni různým zkouškám a pastem a nakonec vyzváni k míčové hře tlachtli. V případě porážky jsou obětováni. Takto skončí i první dvojice hrdinů eposu Popol Vuh – Vukuba Hunahbu a Hun Hunahppu. Druhá dvojice, synové Huna Hunahpu a Xqio, dcery jednoho z pánů Xibalby, však ve vražedných zkouškách obstojí a pány Xibalby nakonec pokoří.
Mayové věřili v koloběh věčného života, tzn. opakovaného zrození. Tuto moc pro ně představovala Šibalba, hvězda a mlhovina kolem ní, kterou pojmenovali stejně jako své podsvětí. „Nebeská“ Šibalba pro ně ale nepředstavovala nic hrozného, jelikož Mayové věřili, že smrt jednoho člověka, zvířete i rostliny dá život někomu nebo něčemu jinému. Tuto domněnku dokládá i úryvek z jejich náboženství, který praví, že se jejich Praotec obětoval a dal jim tak život. Přesto se Mayové smrti báli a dalo by se říci, že ji uctívali. Možná i proto, že věřili, že až umírající hvězda Šibalba zemře, vše mrtvé se znovu narodí.